# Stacija Latviesi 1937
«Stacija Latviesi 1937» — документальний фільм 2005 року.

## Зміст
У Сталіна було багато абсурдних ідей і теорій, згідно з якими багатотисячні групи людей переміщувалися з місця на місце або просто знищувалися. Латишів він вважав ворогами свого режиму. До них завжди підозріло ставилися і не допускали до керівних посад. Та найстрашніший удар народ Латвії зазнав у 1937 році, коли величезну кількість людей було репресовано у якомусь шаленому і безглуздому божевіллі, виправдання якому не знайти ніколи. Фільм відкриє завісу забуття над подіями тих років, щоб пам'ять про скоєні злодіяння залишилася у віках.